# Bowers (Pensilvania)
Bowers es un lugar designado por el censo ubicado en el condado de Berks, Pensilvania, Estados Unidos. Según el censo de 2020, tiene una población de 355 habitantes.

## Geografía
Está ubicado en las coordenadas 40°29′14″N 75°44′32″O / 40.48722, -75.74222.